# Schweizerische Gesellschaft für Betriebswirtschaft
Die Schweizerische Gesellschaft für Betriebswirtschaft (SGB), französisch Société suisse de gestion d'entreprise (SSE), ist eine gesamtschweizerische Vereinigung für Betriebsökonomie. Die Geschäftsstelle des Vereins ist bei der Nomos Verlagsgesellschaft in Baden-Baden beheimatet. Präsident des Vereins ist derzeit der Professor für Betriebswirtschaftslehre Dieter Pfaff von der Universität Zürich. Die SGB ist Mitgliedsgesellschaft der schweizerischen Wissenschaftsakademie (SAGW) sowie des Instituts für Betriebswirtschaftslehre an der Universität Zürich.

## Zweck
Die schweizerische Gesellschaft für Betriebswirtschaft setzt sich in der Schweiz dafür ein, die Interessen der Betriebswirtschaft in den Bereichen Lehre und Forschung zu vertreten. Die SGB fördert den gegenseitigen Gedankenaustausch sowie Zusammenarbeit zwischen Hochschulen und der betriebswirtschaftlichen Praxis. Ausserdem strebt der Verein eine gezielte Nachwuchsförderung im Bereich der Betriebsökonomie an.

## Geschichte und Tätigkeit
Auf Initiative von Karl Käfer wurde 1952 die Vereinigung Schweizerischer Betriebswirtschafter, welche auch "Käfer-Klub" genannt wurde, gegründet. Seit 1946 erschien die ebenfalls von Käfer begründete und von schweizerischen Betriebswirtschaftern herausgegebene Zeitschrift Die Unternehmung: Swiss journal of business research and practice. Mit der Gründung der Vereinigung 1952 etablierte sich Die Unternehmung als Publikationsorgan des Vereins. Bis heute erscheint vierteljährlich eine Ausgabe mit einem Themenschwerpunkt (im Besonderen Management, Controlling und Unternehmensführung). Diese Themen werden in Form von wissenschaftlichen, praxisorientierten sowie diskussions- und rezensionsbehafteten Beiträgen erörtert und an den Veranstaltungen der SGB aufgegriffen. Insbesondere Diskurse über die ungünstige Situation der BWL an schweizerischen Hochschulen, welche durch eine starke Unterdotierung gekennzeichnet waren sowie ihre Entwicklungsperspektiven in der Schweiz, prägten die Gründungsjahre des Vereins massgeblich. Die Vereinigung Schweizerischer Betriebswirtschafter schaffte es nie eine eigene Rechtspersönlichkeit zu erreichen und war stets auf die Institutionen der Schweizerischen Gesellschaft für Volkswirtschaft und Statistik angewiesen. Erst 1990 schaffte es der Verein, sich institutionell zu verselbstständigen und sich in die "Schweizerische Gesellschaft für Betriebswirtschaft" umzubenennen. Seit 2007 ist die SGB Fachgesellschaft der schweizerischen Wissenschaftsakademie (SAGW). Die SGB führt regelmässig Informations-, Diskussions- und Weiterbildungsveranstaltungen für ihre Mitglieder durch. Ausserdem besitzt die die Gesellschaft bis heute enge Beziehungen zur Schweizerischen Gesellschaft für Volkswirtschaft und Statistik sowie vielen betriebswirtschaftlichen Instituten schweizweit.